# Клевець Олександр Олександрович
Олександр Олександрович Клевець — український військовик.
Народився 23 травня 2001 році в місті Херсон. Навчався в ЗОШ 53.
Загинув 25 вересня 2020 року в авіакатастрофі Ан-26 поблизу міста Чугуїв.
Похований 7 жовтня 2020 році на кладовищі геологів в Херсоні.
Залишилися батьки, і молодший брат.

## Нагороди та відзнаки
- медаль «За військову службу Україні» (посмертно, 6 жовтня 2020) — за самовіддане служіння Українському народові, зразкове виконання військового обов'язку[2]